# Wielkie Kajmno
Wielkie Kajmno lub Kemno Wielkie, Kemna Duża (niem. Grosser Kemna See lub Grosser Hoff-See) – jezioro w Polsce, w województwie warmińsko-mazurskim, w powiecie olsztyńskim, w gminie Purda.

## Położenie i charakterystyka
Jezioro leży na Pojezierzu Olsztyńskim, natomiast w regionalizacji przyrodniczo-leśnej – w mezoregionie Pojezierza Mrągowskiego. Leży na terenie zlewni Jeziora Tumiańskiego z Dopływem z jeziora Serwent w dorzeczu Wadąg–Łyna–Pregoła. Zlewnią elementarną jest zlewnia Dopływu z jeziora Kemno Małe. Identyfikator MPHP to 30417. Otoczenie stanowią lasy należące do nadleśnictwa Olsztyn. Według PRNG są to Purdzkie Lasy.
Leży w obniżeniu geologicznym wraz z sąsiednim jeziorem Małe Kajmno. W otoczeniu znajduje się torfowisko o powierzchni 200 ha i potencjalnym złożu torfu wynoszącym 2 mln m³. Jego nazwa to Kajmno.
Wody jeziora obejmuje obwód rybacki Jeziora Kajmno Wielkie w zlewni rzeki Łyna Nr 21A.

## Morfometria
Zgodnie z danymi zamieszczonymi w Atlasie jezior Polski Jerzego Jańczaka z 1999 powierzchnia jeziora wynosi 41,1 ha, a jego objętość 649,7 tys. m³. Średnia głębokość zbiornika wodnego to 1,5 m, a maksymalna – 3,1 m. Lustro wody znajduje się na wysokości 142,2 m n.p.m. Maksymalna długość jeziora to 1020 m, a szerokość 660 m. Długość linii brzegowej to 2950 m.
Według danych uzyskanych poprzez planimetrię jeziora na mapach w skali 1:50 000 opracowanych w Państwowym Układzie Współrzędnych 1965, zgodnie z poziomem odniesienia Kronsztadt, powierzchnia zbiornika wodnego to 35,0 ha. Natomiast według danych Urzędu Gminy Purda powierzchnia akwenu wynosi 62,68 ha, a głębokość maksymalna to 3,1 m.
Według numerycznego modelu terenu udostępnionego przez Geoportal lustro wody znajduje się na wysokości 142,1 m n.p.m.

## Przyroda
Jezioro leży na terenie Obszaru Chronionego Krajobrazu Pojezierza Olsztyńskiego o łącznej powierzchni 40 997,4 ha oraz na terenie specjalnego obszaru ochrony siedlisk Natura 2000 Ostoja Napiwodzko-Ramucka (enklawa Kemno o powierzchni 474,94 ha).